# Инфантадо, Педро де Алькантара Альварес де Толедо
Пе́дро де Алька́нтара А́льварес де Толе́до-и-Сальм-Сальм, 13-й герцог дель Инфантадо (исп. Pedro de Alcántara Álvarez de Toledo y Salm-Salm, XIII duque del Infantado, 20 июля 1768, Мадрид — 27 ноября 1841, Мадрид) — испанский государственный деятель.

## Биография
Представитель одной из знатнейших испанских фамилий, Альварес де Толедо (к ней принадлежали герцог Альба и Элеонора Толедская). Мать — немецкая принцесса Сальм-Сальм.
В 1808 году Инфантадо поступил в гвардию короля Жозефа Бонапарта, но вскоре оставил её и стал призывать народ к войне против французов. В 1809 году Инфантадо командовал армейским корпусом и был два раза разбит французами.
После восстановления Бурбонов Инфантадо в качестве одного из вождей партии «сервилов» (ультрароялистов) был назначен президентом «Совета Кастилии». Торжество конституционной партии в 1820 году повлекло за собой ссылку его на Майорку.
В 1823 году Инфантадо назначен президентом регентства, установленного в Мадриде во время французской оккупации, а когда оно сдало правление королю — членом государственного совета.
В октябре 1825 года Инфантадо стал во главе министерства, но уже в 1826 году был вынужден подать в отставку. Был холост. После смерти герцога в 1841 году его титулы и владения унаследовал племянник — герцог Осуна.